# Neochlamisus platani
Neochlamisus platani es una especie de insecto del orden de los escarabajos y de la familia Chrysomelidae. Se alimenta del sicomoro (Platanus occidentalis), poniendo sus huevos en la misma hoja de la que se alimenta junto con otros escarabajos. De ahí su nombre escarabajo de la hoja de sicomoro.
Cuando el escarabajo alcanza la edad adulta adquiere una tonalidad marrón con unos toques bronce, con una longitud aproximada entre los 3 y los 5 mm. Su exoesqueleto tiene una textura áspera con restos de sus heces que lo ayudan a camuflarse con la corteza de dicho árbol o pasando desapercibido como excremento animal.
Tanto las larvas como el escarabajo se alimentan del follaje del sicomoro americano. Las plagas graves o severas sin cuidado, afectarán de forma remediable al follaje degradando el valor ornamental del árbol. Dichos escarabajos pasan todo el invierno en el follaje del sicomoro hasta la llegada de los meses de abril o mayo.
La hembras, una vez que ponen los huevos crean una protección en forma de campana con sus propios excrementos protegiendo así a los huevos. Transforman sus excrementos en placas que van colocando encima del huevo hasta que queda cubierto  casi completamente. Cuando eclosionan los huevos las larvas sacan sus extremidades a través de la «coraza» de excrementos, siguen acumulando sus propios excrementos sobre la armadura para adaptarla al crecimiento. En los estadios finales añaden pelos o vellosidades de la planta alimento. Estos vellos son irritantes y sirven para defensa de depredadores. Al terminar el ciclo de larva rompen la coraza con sus propias mandíbulas, liberándose de ella.
El adulto es de color oscuro y su exoesqueleto está cubierto de rugosidades o verrugas que lo mimetizan con la corteza y le permiten ocultarse.